# Австралійська мідянка чудова
Австралійська мідянка чудова (Austrelaps superbus) — отруйна змія з роду австралійська мідянка родини аспідові. Інша назви «низинна австралійська мідноголова змія», «звичайний мідноголов».

## Опис
Загальна довжина досягає 1—1,5 м. Кремезна сильна змія з великої гладкою лускою. Може бути чорною, темно-сірої або мідного кольору. Нижній рядок луски з боків тулуба більші та світліше за іншу спинну луску. Змії, що живуть у долинах, мають світліше забарвлення, ніж живуть високо в горах.

## Спосіб життя
Полюбляє болотисті ділянках, гори та долини. Активна вдень. Харчується жабами й дрібними плазунами.
Це яйцеживородна змія. Самиця народжує до 20 дитинчат.
Отрута має нейротоксичну властивість, досить небезпечна для людини.

## Розповсюдження
Мешкає на південному сході Австралії й півночі Тасманії.